# Trichothraupis melanops
Trichothraupis melanops е вид птица от семейство Тангарови (Thraupidae), единствен представител на род Trichothraupis.

## Разпространение
Видът е разпространен в Аржентина, Боливия, Бразилия, Парагвай, Перу и Уругвай.